# Fulda-völgyhíd

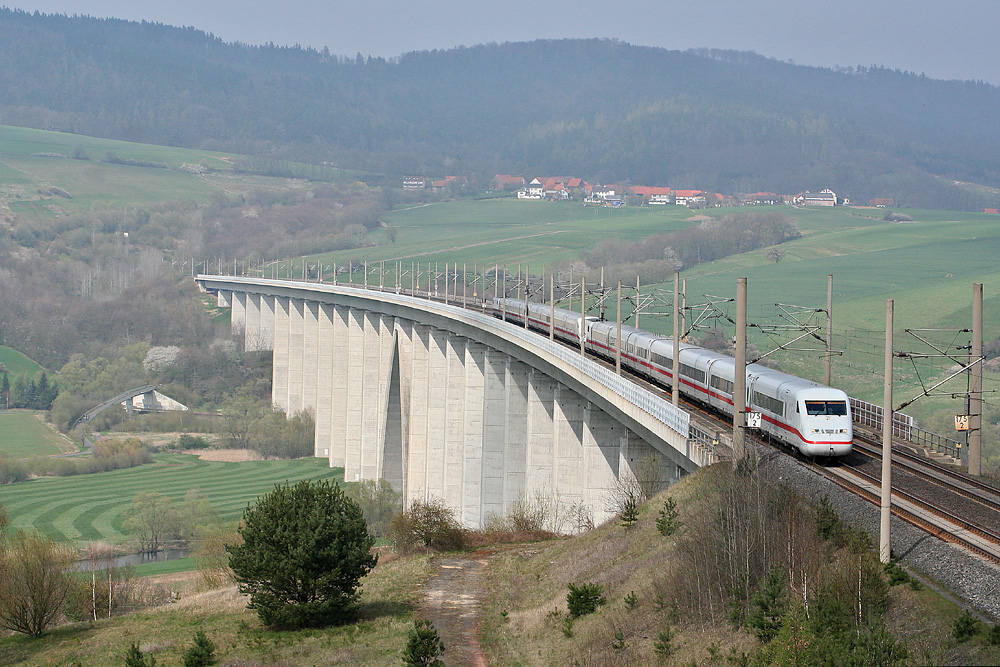
ICE 2 a hídon

A Fulda-völgyhíd Németországban található, a Hannover–Würzburg nagysebességű vasútvonalon. A híd 1450 méteres hosszúságával Németország leghosszabb vasúti hídja. Építését 1986-ban kezdték, és három évnyi építkezés után, 1989-ben fejezték be.